# فيكتور دياز
فيكتور دياز (بالإسبانية: Víctor Díaz)‏ (4 فبراير 1968 في فنزويلا - ) هو لاعب كرة سلة فنزويلي في مركز هجوم صغير الجسم، شارك في بطولة أمم الأمريكتين لكرة السلة 2001 وبطولة أمم الأمريكتين لكرة السلة 1993 وبطولة أمم الأمريكتين لكرة السلة 2005 وبطولة أمم الأمريكتين لكرة السلة 1999 ودورة الألعاب الأمريكية 1991 وبطولة كأس العالم لكرة السلة 2006 وبطولة أمم الأمريكتين لكرة السلة 1997 وبطولة كأس العالم لكرة السلة 2002 وبطولة أمم الأمريكتين لكرة السلة 1995 والألعاب الأولمبية الصيفية 1992 وبطولة أمم الأمريكتين لكرة السلة 2003 وبطولة أمم الأمريكتين لكرة السلة 1992. ولعب مع Gaiteros del Zulia ‏.

## وصلات خارجية
- فيكتور دياز على موقع الاتحاد الدولي لكرة السلة (الإنجليزية)
- فيكتور دياز على موقع كرة السلة الأوروبية.كوم (الإنجليزية)
- فيكتور دياز على موقع ريلجم (الإنجليزية)
- فيكتور دياز على موقع بروبوليرز (الإنجليزية)
- فيكتور دياز على موقع سبورتس رفرنس (الإنجليزية)
- فيكتور دياز على موقع أوليمبيديا (الإنجليزية)